# ماريا أغابوفا
ماريا أغابوفا (مواليد 7 أبريل 1997) هي لاعبة فنون قتال مختلطة كازخية، تلعب في وزن الذبابة في بطولة القتال النهائي.

## وصلات خارجية
- ماريا أغابوفا على موقع يو إف سي (الإنجليزية)
- ماريا أغابوفا على موقع شيردوغ (الإنجليزية)
- ماريا أغابوفا على موقع Tapology.com (الإنجليزية)